# Keresztényszociális Néppárt (Luxemburg)
A Keresztényszociális Néppárt (luxemburgi nyelven Chrëschtlech-Sozial Vollekspartei, CSV) egy párt Luxemburgban. Jobboldali, ideológiája a keresztényszocializmus és a kereszténydemokrácia. A pártot 1944-ben alapították Lëtzebuerger Chrëschtlech Sozial Vollekspartei (LCV) néven, a mai is használt nevet a párt 1945-ben vette fel.
Korábbi elnöke, egyben egyik legismertebb politikusa Jean-Claude Juncker, 1995 és 2013 között Luxemburg miniszterelnöke, az Európai Bizottság későbbi elnöke.

## Történet
A CSV elődje az 1914-ben alapított Jobbpárt (Rietspartei) volt. Négy évvel korábban, 1908-ban jött létre a Baloldali Blokk (Lénksblock); a Jobbpárt megalapítása az erre adott konzervatív válaszlépésnek tekinthető. A Jobbpárt mind az 1918-as alkotmányozó nemzetgyűlési választáson, mind az 1919 és 1937 közötti parlamenti választásokon a legerősebb párt volt. A két világháború közötti időszakban ennek megfelelően a Jobbpárt adta a legtöbbször a miniszterelnököt: ezek rendre  Léon Kauffman, Émile Reuter, Joseph Bech és Pierre Dupong voltak. 
A második világháború végén Luxemburg felszabadítása után, 1944 decemberében alapították meg a Luxemburgi Keresztényszociális Néppártot (Lëtzebuerger Chreschtlech Sozial Vollekspartei). 1945. március 20-án nevezték át a pártot mai nevére.
Az 1945. október 21-én tartott parlamenti választáson a CSV az 51 képviselői hely közül 25-öt szerzett meg. Megalapítása óta a CSV valamennyi választáson megtartotta a legerősebb párt pozícióját. A háború utáni Luxemburg csaknem összes miniszterelnökét a CSV adta: a két kivétel Gaston Egmond Thorn (1974–1979) és Xavier Bettel (2013–2023). Közvetlenül a háború után, 1945–47 között a szocialistákkal, liberálisokkal és kommunistákkal közösen kormányzott (Regierung vun der Nationaler Unioun). Ezt követően felváltva liberális Demokrata Párttal (Demokratesch Partei, DP, 1947–1951, 1959–64, 1969–74, 1979–84, 1999–2004, 2023-tól) illetve a szociáldemokrata Luxemburgi Szocialista Munkáspárttal (Lëtzebuerger Sozialistesch Aarbechterpartei, LSAP, 1951–59, 1964–69, 1984–1999, 2004–13) alkotott koalíciókat.

## Választási eredmények

### Parlamenti választások
| Év   | %    | Képviselők száma |
| ---- | ---- | ---------------- |
| 1945 | 44,7 | 25 / 51          |
| 1948 | 36,3 | 22 / 51          |
| 1951 | 42,1 | 21 / 52          |
| 1954 | 45,2 | 26 / 52          |
| 1959 | 38,9 | 21 / 52          |
| 1964 | 35,7 | 22 / 56          |
| 1968 | 37,5 | 21 / 56          |
| 1974 | 29,9 | 18 / 59          |
| 1979 | 36,4 | 24 / 59          |
| 1984 | 36,7 | 25 / 64          |
| 1989 | 32,4 | 22 / 60          |
| 1994 | 30,3 | 21 / 60          |
| 1999 | 30,1 | 19 / 60          |
| 2004 | 36,1 | 24 / 60          |
| 2009 | 38,0 | 26 / 60          |
| 2013 | 33,7 | 23 / 60          |
| 2018 | 28,3 | 21 / 60          |
| 2023 | 29,2 | 21 / 60          |

### Európai parlamenti választások
| Év   | %    | Képviselők száma |
| ---- | ---- | ---------------- |
| 1979 | 36,1 | 3 / 6            |
| 1984 | 34,9 | 3 / 6            |
| 1989 | 34,9 | 3 / 6            |
| 1994 | 31,5 | 2 / 6            |
| 1999 | 31,7 | 2 / 6            |
| 2004 | 37,1 | 3 / 6            |
| 2009 | 31,3 | 3 / 6            |
| 2014 | 37,7 | 3 / 6            |
| 2019 | 21,1 | 2 / 6            |

## Pártelnökök listája

A párt ifjúsági szervezete, a CSJ logója

A párt elnökei 1945 óta a következő politikusok voltak:
1. 1945–1964 Émile Reuter
2. 1964–1965 Tony Biever
3. 1965–1972 Jean Dupong
4. 1972–1974 Nicolas Mosar
5. 1974–1982 Jacques Santer
6. 1982–1990 Jean Spautz
7. 1990–1995 Jean-Claude Juncker
8. 1995–2004 Erna Hennicot-Schoepges
9. 2004–2009 François Biltgen
10. 2009–2014 Michel Wolter
11. 2014–2019 Marc Spautz
12. 2019–2021 Frank Engel
13. 2021–0000 Claude Wiseler

## Jelentősebb párttagok
- Joseph Bech, az Európai Közösségek egyik atyja
- Pierre Werner, az egyik első, európai monetáris unióra vonatkozó kísérlet, a Werner-terv vezetője
- Jacques Santer, 1984–1995 között Luxemburg miniszterelnöke, 1995–1999 között az Európai Bizottság elnöke
- Jean-Claude Juncker, 1995–2013 között Luxemburg miniszterelnöke, 2014–2019 között az Európai Bizottság elnöke

## Fordítás
- Ez a szócikk részben vagy egészben  a   Chrëschtlech-Sozial Vollekspartei című német Wikipédia-szócikk ezen változatának fordításán alapul.  Az eredeti cikk szerkesztőit annak laptörténete sorolja fel. Ez a jelzés csupán a megfogalmazás eredetét és a szerzői jogokat jelzi, nem szolgál a cikkben szereplő információk forrásmegjelöléseként.